# Hydroptila tethys
Hydroptila tethys is een schietmot uit de familie Hydroptilidae. De soort komt voor in het Oriëntaals gebied.